# Michael Jeter
Robert Michael Jeter (Lawrenceburg, 26 agosto 1952 – Los Angeles, 30 marzo 2003) è stato un attore statunitense.

## Biografia
Michael Jeter nacque a Lawrenceburg, in Tennessee, il 26 agosto 1952. Sua madre, Virginia Raines (1927-2019), era una casalinga. Il padre William Claud Jeter (1922-2010) era un dentista. Jeter era uno studente della Memphis State University, quando le sue ambizioni si spostarono dalla medicina alla recitazione. Cominciò la sua carriera teatrale a Baltimora, nel Maryland, consapevole del fatto che fosse difficile diventare attore a New York senza una carta della Actors' Equity Association. Successivamente Tommy Tune lo fece entrare nel cast della produzione Off-Broadway Cloud 9 (Settimo cielo) e, al teatro di Broadway, in una memorabile parte nel musical Grand Hotel, per il quale vinse un Tony Award nel 1990.
Era omosessuale ed ebbe numerosi problemi di droga e alcol, decidendo di allontanarsi per qualche tempo dalla carriera di attore. Fu attirato a rientrare grazie a proposte di ruoli in televisione e in film.  Molti dei suoi lavori sono caratterizzati da personaggi eccentrici, pretenziosi e effeminati come in La leggenda del re pescatore, Paura e delirio a Las Vegas  e Omicidio nel vuoto. Jeter fu capace anche di mutare il suo stile di recitazione, come in Jurassic Park III e Open Range. Vinse un Emmy nel 1992 per il suo ruolo nella sitcom Evening Shade.
Per l’interpretazione del condannato a morte Eduard Delacroix ne Il miglio verde, Jeter è stato candidato nel 2000, assieme al resto del cast, ad uno Screen Actors Guild Award.

### Malattia e morte
Quando scoprì di aver contratto l'AIDS, lo dichiarò apertamente, anche se in quel periodo era diffusa la paura riguardo alla malattia. Morì all'età di 50 anni il 30 marzo 2003 nella sua casa ad Hollywood. Era stato colto da un attacco di epilessia e finì soffocato. Le analisi del medico legale elencarono una malattia cardiovascolare e ipertensione. Alla sua morte, Jeter fu elogiato da attori come Robin Williams, Tom Hanks e Kevin Costner.
Dopo i funerali il suo corpo venne in seguito cremato e le ceneri furono disperse.

## Filmografia parziale

### Cinema
- Hair, regia di Miloš Forman (1979)
- Ragtime, regia di Milos Forman (1981)
- Zelig, regia di Woody Allen (1983)
- Casa, dolce casa? (The Money Pit), regia di Richard Benjamin (1986)
- Dead Bang - A colpo sicuro (Dead Bang), regia di John Frankenheimer (1989)
- Tango & Cash, regia di Andrey Konchalovskiy (1989)
- Crocevia della morte (Miller's Crossing), regia di Joel Coen (1990)
- La leggenda del re pescatore (The Fisher King), regia di Terry Gilliam (1991)
- Sister Act 2 - Più svitata che mai (Sister Act 2: Back in the Habit), regia di Bill Duke (1993)
- Omicidio nel vuoto (Drop Zone), regia di John Badham (1994)
- Waterworld, regia di Kevin Reynolds (1995)
- Air Bud - Campione a quattro zampe (Air Bud), regia di Charles Martin Smith (1997)
- Un topolino sotto sfratto (Mousehunt), regia di Gore Verbinski (1997)
- Paura e delirio a Las Vegas (Fear and Loathing in Las Vegas), regia di Terry Gilliam (1998)
- Thursday - Giovedì (Thursday), regia di Skip Woods (1998)
- Patch Adams, regia di Tom Shadyac (1998)
- Nonna trovami una moglie (Zack and Reba), regia di Nicole Bettauer (1998)
- Fino a prova contraria (True Crime), regia di Clint Eastwood (1999)
- Jakob il bugiardo (Jakob the Liar), regia di Peter Kassovitz (1999)
- Il miglio verde (The Green Mile), regia di Frank Darabont (1999)
- The Gift - Il dono (The Gift), regia di Sam Raimi (2000)
- Jurassic Park III, regia di Joe Johnston (2001)
- Welcome to Collinwood, regia di Anthony e Joe Russo (2002)
- Terra di confine - Open Range (Open Range), regia di Kevin Costner (2003)
- Polar Express (The Polar Express), regia di Robert Zemeckis (2004) - voce
- Elmo's World: Pets! di registi vari (2006)
- Elmo's World: What Makes You Happy? di registi vari (2007)

### Televisione
- From Here to Eternity - serie TV (1980)
- Hothouse - serie TV, 7 episodi (1988)
- Evening Shade - serie TV (1990-1994)
- Tales of the City - miniserie TV (1993)
- Gypsy: A Musical Fable - film TV (1993)
- The Boys Next Door - film TV (1996)
- Mamma Natale - film TV (1996)
- Il piccolo capo indiano (The Ransom of Red Chief), regia di Bob Clark – film TV (1998)
- Sesamo apriti - serie TV (2000-2001)
- Taken - miniserie TV (2002)

## Teatro
- Once in a Lifetime
- G. R. Point
- Cloud 9
- Grand Hotel
- Alice in Concert
- Greater Tuna

## Doppiatori italiani
Nelle versioni in italiano delle opere in cui ha recitato, Michael Jeter è stato doppiato da: 
- Giorgio Lopez in Sister Act 2 - Più svitata che mai, Omicidio nel vuoto, Il miglio verde, The Gift - Il dono, Terra di confine - Open Range
- Francesco Vairano in Dead Bang - A colpo sicuro, La leggenda del re pescatore
- Mino Caprio in Mamma Natale, Un topolino sotto sfratto
- Nino Prester in Air Bud - Campione a quattro zampe, Jurassic Park III
- Marco Mete in Tango & Cash
- Sergio Graziani in Waterworld
- Pasquale Anselmo in Patch Adams
- Oliviero Dinelli ne Il piccolo capo indiano
- Mario Scarabelli in Thursday - Giovedì
- Ennio Coltorti in Paura e delirio a Las Vegas
- Stefano De Sando in Fino a prova contraria
- Simone Mori in Jakob il bugiardo
- Gianni Bonagura in Welcome to Collinwood

Da doppiatore è sostituito da:
- Mino Caprio in Polar Express